# Танчик (селище)
Танчик (рос. Танчик) — селище у Чановському районі Новосибірської області Російської Федерації.
Входить до складу муніципального утворення Тебіська сільрада. Населення становить 158 осіб (2010).

## Історія
Згідно із законом від 2 червня 2004 року органом місцевого самоврядування є Тебіська сільрада.

## Населення
| 2002 | 2007 | 2010 |
| ---- | ---- | ---- |
| 171  | ↘167 | ↘158 |